# Воскобойников, Валерий Иванович
Вале́рий Ива́нович Воскобо́йников (29 ноября 1955, Краснодарский край — 7 февраля 2011, Москва) — советский авиационный инженер, российский государственный деятель, кандидат технических наук.

## Биография
Родился в Краснодарском крае. В 1979 году окончил Харьковский авиационный институт, инженер-механик по самолётостроению. По окончании института проходил срочную службу в Советской армии. С 1981 года работал бортмехаником вертолёта в Новоуренгойском авиационном отряде № 25.
Во времена перестройки был избран в Верховный Совет СССР и в период 1989–1992 годы работал там в Комитете по транспорту, связи и информатике. В 1991 году защитил кандидатскую диссертацию, а на следующий год окончил Академию народного хозяйства при Правительстве РФ. После роспуска Верховного Совета СССР был назначен заместителем начальника Главного управления авиационной промышленности Государственного комитета РФ по оборонным отраслям промышленности, где работал до 1996 года.
В 1997-1999 годах возглавлял московское представительство ОАО "Рыбинские моторы" в должности заместителя его генерального директора. С 1999 по 2001 годы руководил Управлением гражданской авиационной техники, авиационного вооружения и военной техники Российского авиационно-космического агентства.
В апреле 2001 года был назначен первым заместителем генерального директора Российского авиационно-космического агентства. С 2004 года после реорганизации министерств и ведомств работал заместителем начальника Департамента оборонно-промышленного комплекса Минпромэнерго России. Последние годы жизни (с 2009 по 2011 годы) трудился членом Военно-промышленной комиссии при Правительстве РФ.
Скоропостижно скончался 7 февраля 2011 года. Похоронен в Москве на Троекуровском кладбище.

## Награды и звания
- Орден За заслуги перед Отечеством 4 степени
- Орден Дружбы народов
- Почётная грамота правительства Российской Федерации (2007)
- Действительный государственный советник Российской Федерации 1 класса (2010)